# مأمون (اسم)
مأمون هو اسم علم مذكر من أصل عربي، ومعناه هو موثوق به، المؤتمن الذي لا يخاف.

## شخصيات تحمل الاسم
- المأمون بن هارون الرشيد ( سابع خلفاء بي العباس ٬ 170 هـ 786 - رجب عام 218 هـ 10 أغسطس سنة 833 )
- مأمون الاسلام (لاعب كرة قدم بنغلاديشي، 12 ديسمبر 1988[3] – )
- مأمون الشناوي (28 يناير 1914 – 27 يونيو 1994)
- مأمون الفرخ (ممثل سوري، 31 يناير 1958 – )
- مأمون الكزبري (سياسي سوري، 1914 – 1998)
- مأمون الهضيبي (28 أبريل 1924 – 8 يناير 2004)
- مأمون بوهدود (3 مايو 1983 – )
- مأمون سامي رشيد العلواني (سياسي عراقي، 1957 – )
- مأمون سلامة (10 يوليو 1936 – 2009)
- مأمون عبد القيوم (سياسي من جزر المالديف، 29 ديسمبر 1937 – )
- مأمون فندي (1961 – )

## وصلات خارجية
- موسوعة السلطان قابوس لأسماء العرب نسخة محفوظة 5 أبريل 2019 على موقع واي باك مشين.